# Folusz (jezioro)
Folusz – jezioro w Polsce, położone w województwie wielkopolskim, w powiecie gnieźnieńskim, w gminie Trzemeszno, na terenie Pojezierza Żnińsko-Mogileńskiego.

## Dane morfometryczne
Powierzchnia zwierciadła wody wynosi 10,0 ha.
Zwierciadło wody położone jest na wysokości 101,6 m n.p.m..